# Lipská Baumwollspinnerei
Lipská Baumwollspinnerei je areál bývalé přádelny bavlny v Lipsku o rozloze 10 ha nacházející se v západní části města. Z bývalé továrny založené v roce 1881, která počátkem 20. století byla největší zpracovatelnou bavlny v Evropě, se na začátku 21. století stalo tvůrčí a výstavní místo současné kultury a umění.
Nyní je využívána jako kreativní centrum, kde se nachází jedenáct galerií, ateliéry, přes sto umělců, dílny, architekti, designéři, módní návrháři, výtvarné potřeby, divadelní soubor Spinnwerk, mezinárodní centrum tance a choreografie, tiskárny, vydavatelství, kino LURU, galerie HALLE 14 další organizace. Na začátku 90. let se ve Spinnerei usadili první umělci. Nebyl to výsledek aktivního plánování, ale zájem o umění a experimenty. Nakonec i rozvaha, podpora i investice vlastníků areálu o přebudování posunula Spinnerei tam, kde se nachází dnes.
Třikrát do roka se o víkendu koná „přehlídka“ (něm. Rundgang) nových výstav galerií sídlících ve Spinnerei.